# 新光华号半潜船
新光华号半潜船是由广船国际有限公司为中远海运特种运输股份有限公司建造的一艘10万吨级半潜船，为中国最大、全球第二大半潜船。该船总长255米，型宽68米，下潜吃水30.5米，载重量为98000吨，服务航速14.5节，装货甲板长210米、宽68米，甲板面积达到13500平方米。
“新光华”轮有一百余个压载舱，每个压载舱都有阀门直接通向海底，装货时只要通过相关的控制系统打开相应压载舱的海底阀门，不到6小时就能下潜至30.5米的最大吃水。接着将所需装载的货物移至装货甲板上方，然后通过船上的4台大型空压机往相应的压载舱中注入空气，压载舱内的压载水就会排出船外，半潜船实现上浮，货物固定后即装货完毕。卸货则相反。

## 设计建造
“新光华”号由广船国际有限公司联合中国船舶工业集团有限公司第七〇八研究所设计建造，于2014年6月30日签订建造合同，2015年3月20日开工，2016年12月8日命名并交付使用，建造过程历时20个月。

## 运营
2016年12月底，“新光华”轮抵达天津港，在锚地装载了5000吨驳船运往阿联酋，为该船首航。2018年，“新光华”号在美国新奥尔良外海锚地成功潜装2座总重超5万吨的半潜式石油钻井平台，创单船承重新纪录，也是“新光华”号第二次一次性装载2座半潜式钻井平台。